# Mulholland Drive
|  | Per a altres significats, vegeu «Mulholland Drive (pel·lícula)». |

Mulholland Drive és una coneguda carretera de Los Angeles, Califòrnia. El nom prové de l'enginyer William Mulholland. Un tram d'aquesta també s'anomena Mulholland Highway.
La major part de la carretera és de dos carrils, i segueix la falda de les Muntanyes de Santa Monica, i els turons de Hollywood, connectant els dos trams de l'Autovia 101, i travessant el Boulevard Sepulveda, el Boulevard Beverly Glen, Coldwater Canyon Drive, i el Boulevard Laurel Canyon. El famós cartell de Hollywood és a un costat de la carretera. Ofereix una vista de Los Angeles i la Vall de San Fernando.
La carretera continua cap a l'oest oferint vistes de Los Angeles i després de Burbank, Ciutat Universal i de la resta de la Vall de San Fernando. Travessa el cim de les muntanyes fins a pocs quilòmetres a l'oest de l'Autovia 405. En aquest punt (la intersecció amb la carretera de les Muntanyes Encino), la carretera no admet motos. Aquest tram dura uns quilòmetres, i després torna a la normalitat passat l'est del Topanga Canyon Boulevard. Poc després, Mulholland Drive es divideix entre l'autopista de Mulholland i la carretera de Mulholland. La carretera de Mulholland mor a l'autovia 101 en convertir-se en el Valley Circle Boulevard.
El títol de la pel·lícula Mulholland Drive prové d'aquesta carretera, i fou mencionat per l'obra de Tom Petty Free Fallin, i a la cançó de R.E.M. Electrolite. El filòsof francès Jean Baudrillard la descriu metafòricament com "el punt d'entrada dels extraterrestres" en el seu llibre America.